# KYCR (AM)
KYCR (1440 kHz) é uma estação de rádio AM servindo a área metropolitana de Minneapolis-St. Paul. É de propriedade do Salem Media Group e carrega um formato de rádio comercial.
Os estúdios da KYCR estão localizados em Eagan, enquanto seu transmissor está localizado em Golden Valley.

## História
As letras de chamada originais eram KEYD e a estação tocou música country por muitos anos. A estação foi lançada em maio de 1948 pela ex-administração e anunciantes da WDGY, que se desencantaram com os proprietários daquela estação com a descontinuação da programação religiosa. A Family Broadcasting basicamente iniciou a estação como um novo lar para a programação WDGY rejeitada. A KEYD conseguiu uma estação de TV irmã em 1955, a KEYD-TV (agora KMSP-TV), e as duas estações foram copropriedade da Family Broadcasting até meados de 1956. Os estúdios de rádio KEYD originais estavam localizados no centro de Minneapolis, na 9th Street, na Hennepin Avenue, adjacente ao Orpheum Theatre. De acordo com o Anuário de Radiodifusão de 1955, as estações AM e de TV estavam localizadas na Torre Foshay.
O indicativo de chamada foi alterado para KEVE em junho de 1956 e os estúdios mudaram-se para o local do transmissor e da antena da estação em 917 Lilac Drive em Golden Valley. Durante esse tempo, a estação tocava música country. A KEVE-FM (92,5 FM) assinou em 1 de setembro de 1962 e, em outubro de 1963, recebeu as letras de chamada KADM para combinar com sua irmã AM, já que a dupla ficou conhecida como "Adão e Eva no Vale"; a cidade de licença para as duas estações é o subúrbio de Golden Valley. Uma mudança gradual da música country para uma mistura de música clássica, músicas de shows e padrões adultos começou em 1960 e foi concluída em ambas as estações em março de 1963. Em 1 de dezembro de 1964, as letras de chamada para ambas as estações se tornaram KQRS para "Estações de Rádio de Qualidade".
Em 1967, as estações começaram a experimentar rock de forma livre da meia-noite às 5 da manhã todas as noites por meio do programa "Night Watch", tocando R&B, jazz e rock psicodélico. A incursão foi bem-sucedida e, no final de 1968, tornou-se o formato de tempo integral.
Os dois KQs foram transmitidos simultaneamente até 1982, quando o AM mudou brevemente para um formato antigo como KGLD antes de retornar ao simulcast. As chamadas KGLD entraram em vigor em 22 de novembro de 1982, com as chamadas KQRS retornando em 28 de março de 1984.
Em 1985, a ABC Radio Network, então uma divisão da original ABC, Inc. comprou a estação e sua contraparte FM com ela da Hudson Communications Corporation, uma empresa de radiodifusão de propriedade do advogado de Washington DC, Joe McKenna, que foi dono da estação de 1956 a 1985. Junto com sua irmã FM, a aquisição foi a primeira incursão da ABC na transmissão de Minnesota.
A estação novamente se separou do simulcast em 18 de novembro de 1996, desta vez de forma permanente, quando se tornou uma das quatro primeiras afiliadas da nova Radio Disney com formato infantil que competia com a WWTC, então a principal estação da "Radio Aahs," que teve seu próprio formato infantil. As letras de chamada da estação mudaram para KDIZ em 15 de novembro de 1996.
A Disney estava colaborando com a Radio Aahs, que tinha sede em Minneapolis e lançou seu formato infantil em 1990. A Radio Aahs cresceu para aproximadamente 30 estações afiliadas em todo o país. A Disney retirou-se do contrato da Aahs e começou a competir contra a Aahs com a Radio Disney. A Children's Broadcasting Corp. processou a Disney e recebeu US$ 9,5 milhões em 2002. A Disney apelou e, depois que o tribunal manteve o julgamento, foi pago em 2005; com juros acumulados, o total foi de US$ 12,4 milhões.
Em 12 de novembro de 2005, a estação foi notícia mundial quando um motim eclodiu em seu "Jingle Jam Concert" apresentando B5, forçando o local, Brookdale Mall, a ser fechado. Os membros do grupo foram despojados de camisas, sapatos e brincos.
Em 13 de agosto de 2014, a Disney colocou à venda a KDIZ e outras 22 estações da Radio Disney, a fim de focar mais na distribuição digital da rede Radio Disney. A KDIZ teve a distinção de ser não apenas a estação de rádio Disney mais antiga de sua história, mas também uma das estações de rádio não convencionais da ABC mais antigas de sua história. Foi também a última propriedade de transmissão da Disney/ABC remanescente em Minnesota, tendo vendido as outras em 2007, com a ABC Radio indo para a Citadel Broadcasting (KXXR, adquirida em 1993, Love 105, adquirida em 1997, e KQRS-FM, adquirida em 1985).
Em 15 de setembro de 2015, foi anunciado que o Salem Media Group adquiriu as últimas cinco estações pertencentes e operadas pela Radio Disney para venda (incluindo KDIZ) por US$ 2,225 milhões. A KDIZ foi adquirida pela Common Ground Broadcasting, Inc., por US$ 375.000. A Salem colocou um formato de notícias/conversas sobre negócios (que passou das 15h70) na estação em dezembro de 2015, após um breve período fora do ar. O formato apresenta Dave Ramsey e outros shows voltados para negócios. A venda da KDIZ foi concluída em 15 de dezembro de 2015. A estação mudou seu indicativo para KYCR em 24 de dezembro. Com a venda para a Salem, a empresa desligou a transmissão de HD Radio da emissora.
Em 29 de janeiro de 2021, a KYCR foi rebatizada como "The Biz AM 1440".